# Good Day Sunshine
Good Day Sunshine é uma canção da banda de rock The Beatles composta por Paul McCartney, porém creditada para a parceria Lennon/McCartney.